# Waitangi (Chathamöarna)

Waitangis läge på Chathamön.

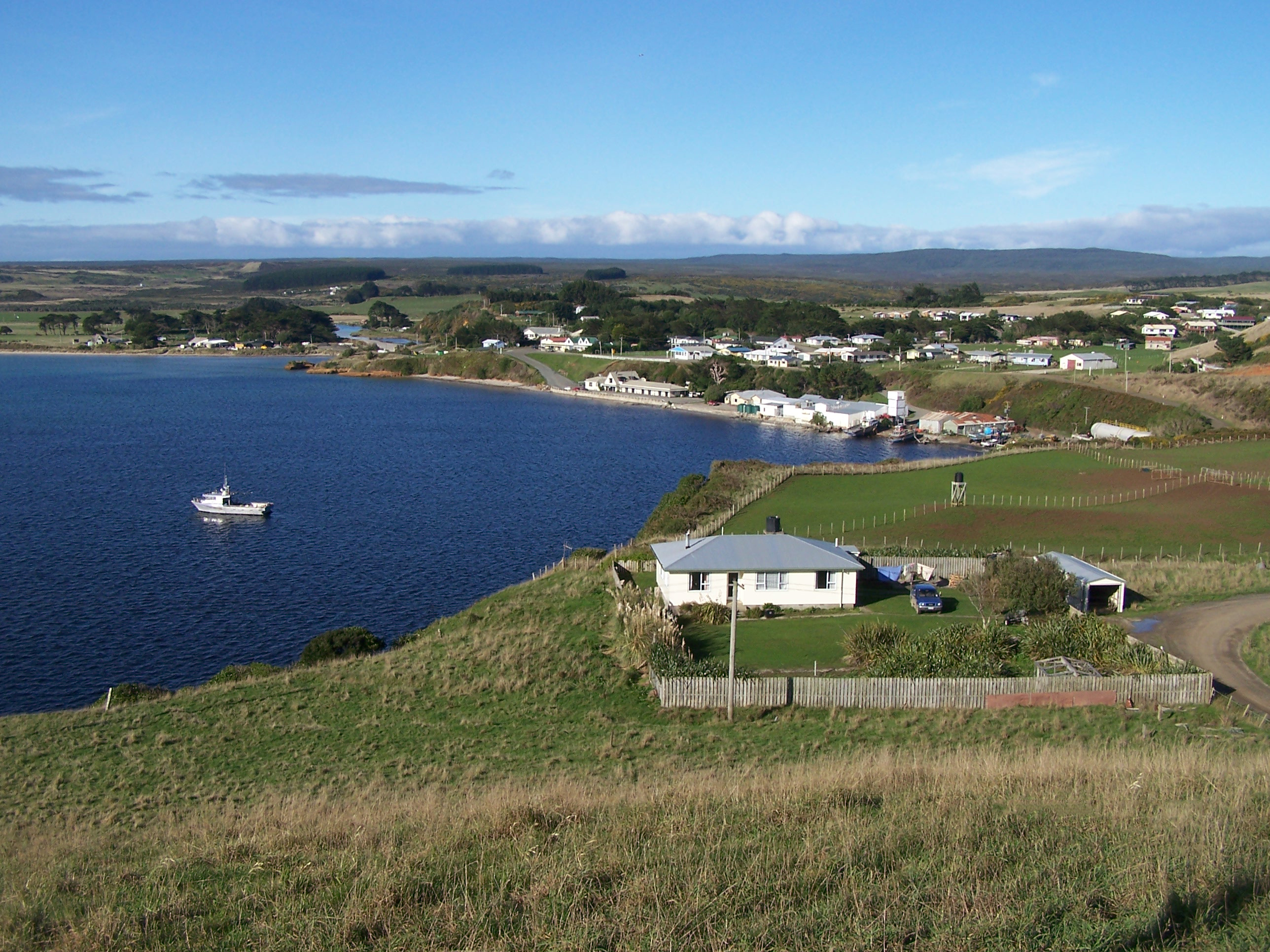
Waitangi i maj 2008

Waitangi är huvudorten på Chathamöarna i Stilla havet.

## Staden
Waitangi ligger på Chathamöns västra del vid viken Petre Bay.
Staden har cirka 300 invånare.
Här finns förutom förvaltningsbyggnader (domstol, polisstation, brandstation), parlamentsbyggnaden för Chatham Islands Council (det lokala parlamentet) och ett sjukhus även 1 bank och flera affärer och hotell.
Hamnen har regelbunden trafik till Nya Zeeland och här finns även byggnader för fiskindustri. 
Öns flygplats Karewa / Tuuta airport (flygplatskod "CHT") ligger cirka 19 km nordöst om centrum och cirka 5 km öster om staden ligger sjön Lake Huro.

## Historia
De första bosättarna i området var Moriorifolket, dessa fördrevs senare av Maorierna.
Den 29 november 1791 landsteg brittiske kapten William Robert Broughton på ön som förste europé.
Namnet Waitangi är ett māorisk ord och betyder "Brusande vatten" eller "Tårigt vatten".